# Ponle la cola al burro
Ponle la cola al burro es un juego infantil. Una imagen de un burro al que le falta la cola es pegada a una pared al alcance de la mano de los niños.
Uno a la vez, cada niño, con los ojos vendados y llevando en las manos un elemento que hace de cola (una cuerda, tela o similar con un alfiler o chincheta en la punta), gira hasta quedar desorientado. El niño intenta colocar la cola en el burro. El jugador que consigue colocar la cola en el lugar correcto, o lo más cercana posible, gana.